# Scogliera Dahl
La scogliera Dahl (in inglese Dahl Reef) è una scogliera antartica facente parte dell'arcipelago Windmill.
Localizzata ad una latitudine di 66° 14' sud e ad una longitudine di 110°28' est, la scogliera è lunga circa 46 metri ed è stata scoperta durante la spedizione ANARE del 1962. Il luogo è stato intitolato a Egil Dahl ufficiale di una nave della spedizione.